# Iberis saxatilis
Iberis saxatilis är en korsblommig växtart som beskrevs av Carl von Linné. Iberis saxatilis ingår i släktet iberisar, och familjen korsblommiga växter.
Blomman är vit.

## Underarter
Arten delas in i följande underarter:
- I. s. cinerea
- I. s. saxatilis

## Bildgalleri

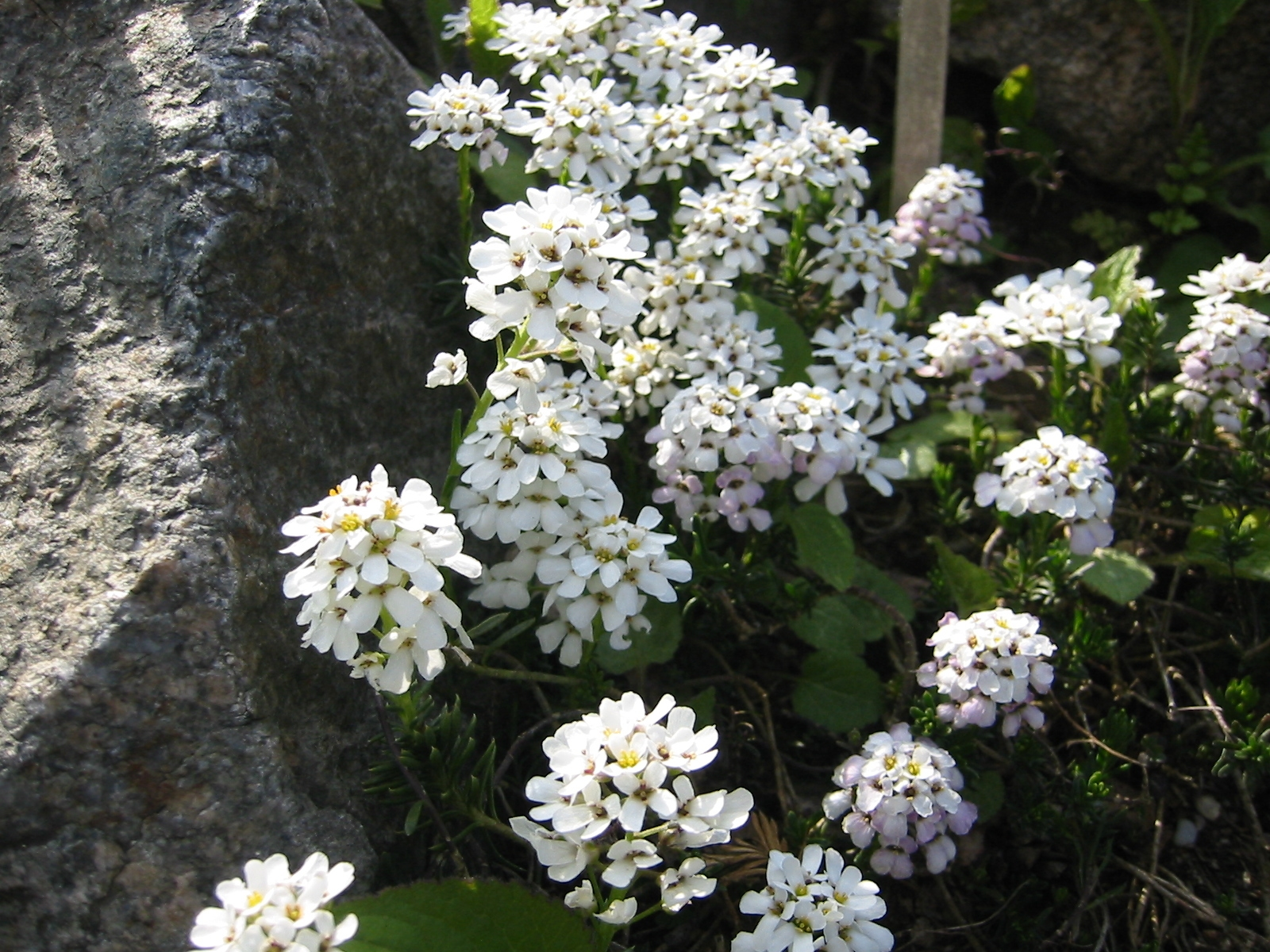